# Hochschule für Bildende Künste Dresden
Die Hochschule für Bildende Künste Dresden (HfBK Dresden, auch Kunsthochschule Dresden oder Kunstakademie Dresden genannt) wurde 1764 gegründet und ist damit eine der ältesten Kunsthochschulen Deutschlands.

## Standorte

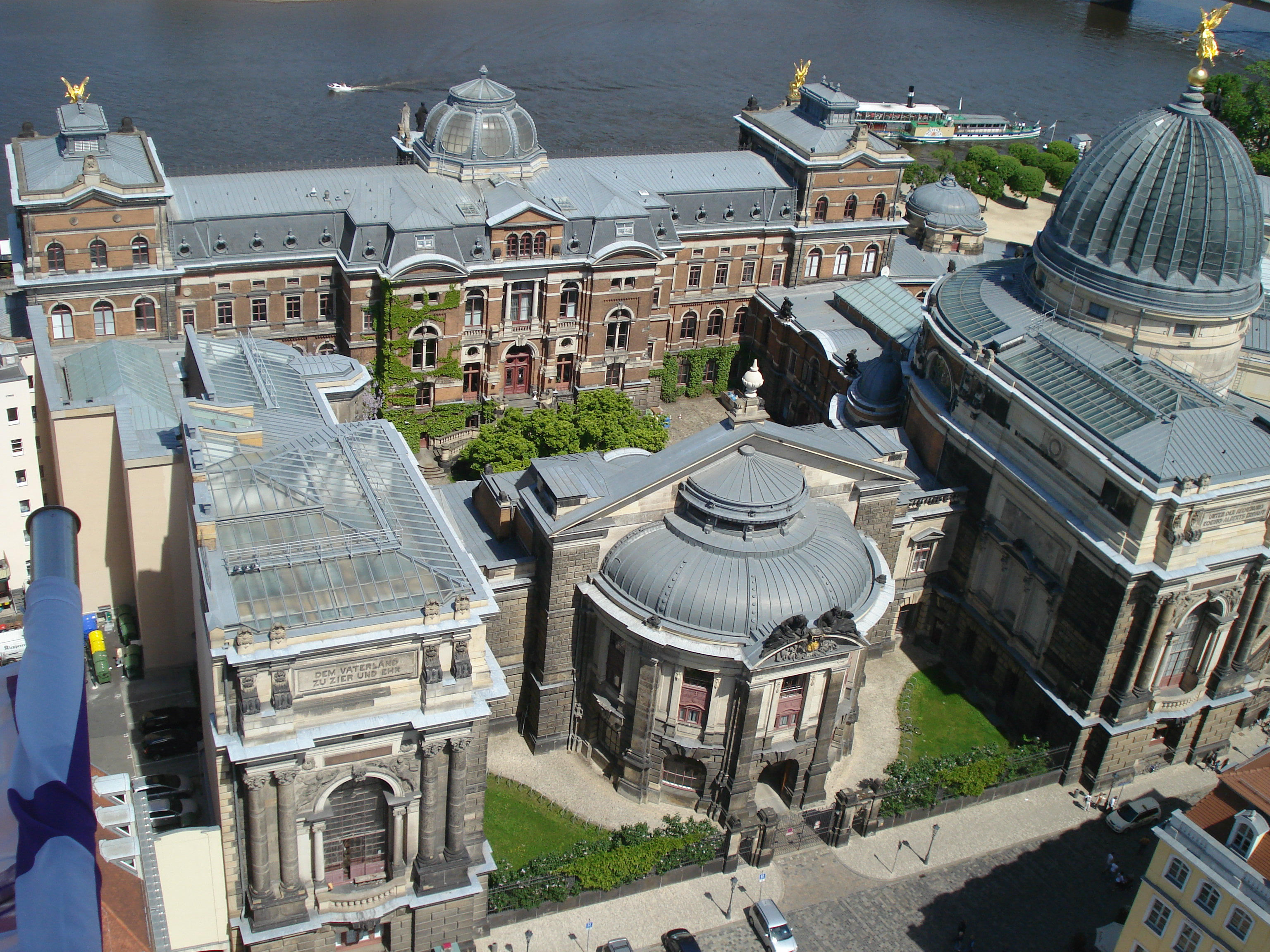
Kunstakademie an der Brühlschen Terrasse von der Frauenkirche aus gesehen

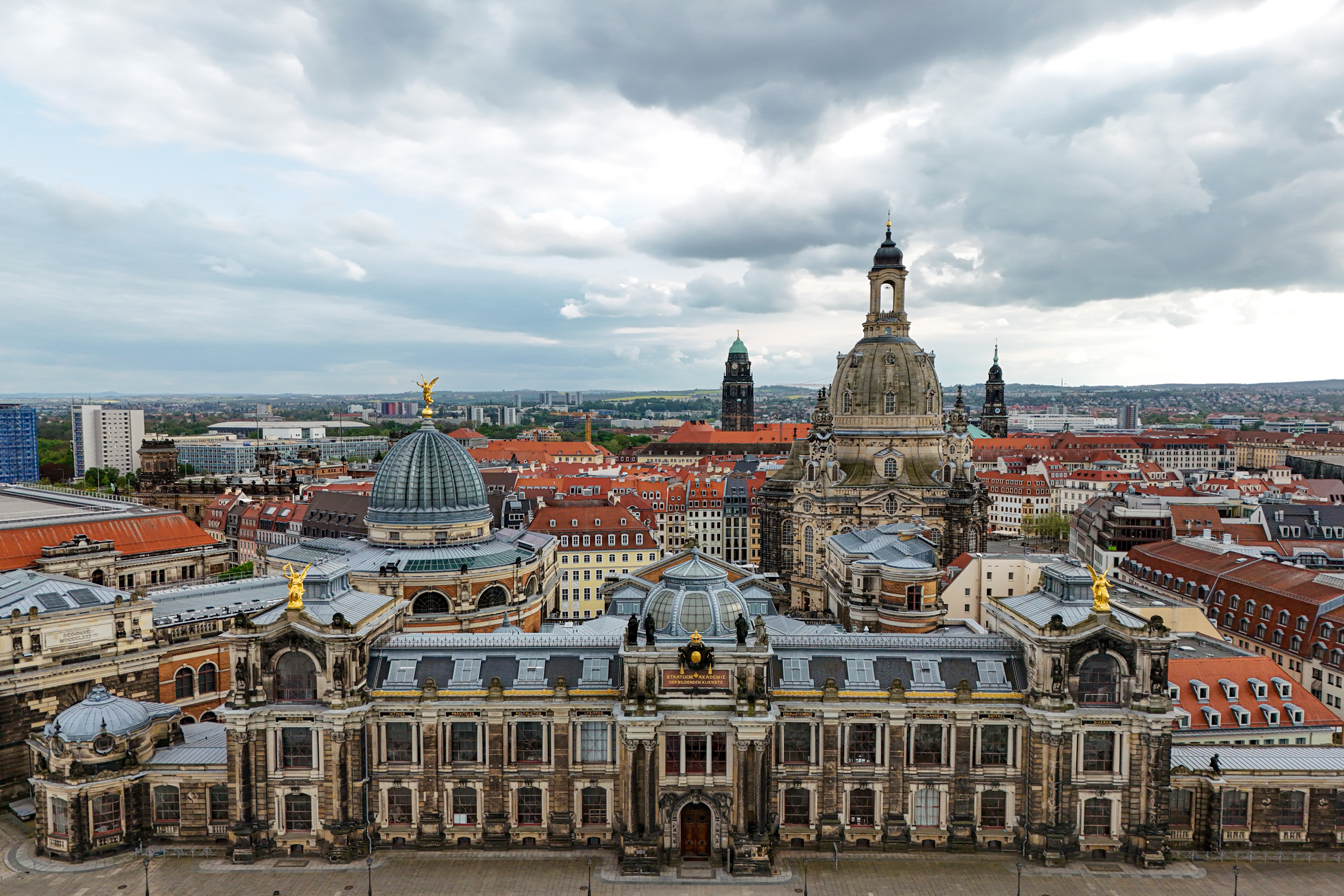
Hochschule für Bildende Künste an der Brühlschen Terrasse Dresden, 2024

### Kunstakademie an der Brühlschen Terrasse
An exponierter Stelle der Stadt, an der Brühlschen Terrasse, gleich neben der Frauenkirche, steht die Kunstakademie, eines der drei Gebäude der heutigen Hochschule für Bildende Künste Dresden. Constantin Lipsius entwarf den Vierflügelbau, der 1887 bis 1894 im Stil des Historismus errichtet wurde. Wegen seiner Monumentalität in der Stadt war er in dieser exponierten Lage umstritten. In dem Gebäude, dessen Glaskuppel wegen ihrer Form auch als Zitronenpresse bekannt ist, war neben der Kunstakademie das Ausstellungsgebäude des Sächsischen Kunstvereins untergebracht, seit 2005 wird es von den Staatlichen Kunstsammlungen Dresden als Kunsthalle genutzt. 1945 hatten alle Gebäude erhebliche Brandschäden erlitten. Bis 1952 hatte man diese soweit instand gesetzt, dass die Akademie den Lehrbetrieb wieder aufnehmen konnte. Zwischen 1991 und 2002 folgten umfangreiche Sanierungsarbeiten am Lipsiusbau, im Zweiten Weltkrieg zerstörte Teile wurden rekonstruiert. An der Brühlschen Terrasse befinden sich die Ateliers der Bildenden Kunst, die Grafischen Werkstätten, das Rektorat und die Ausstellungsräume der Hochschule, in denen unter anderem die jährliche Diplomausstellung der Absolventen stattfindet.

### Kunstgewerbeschule an der Güntzstraße

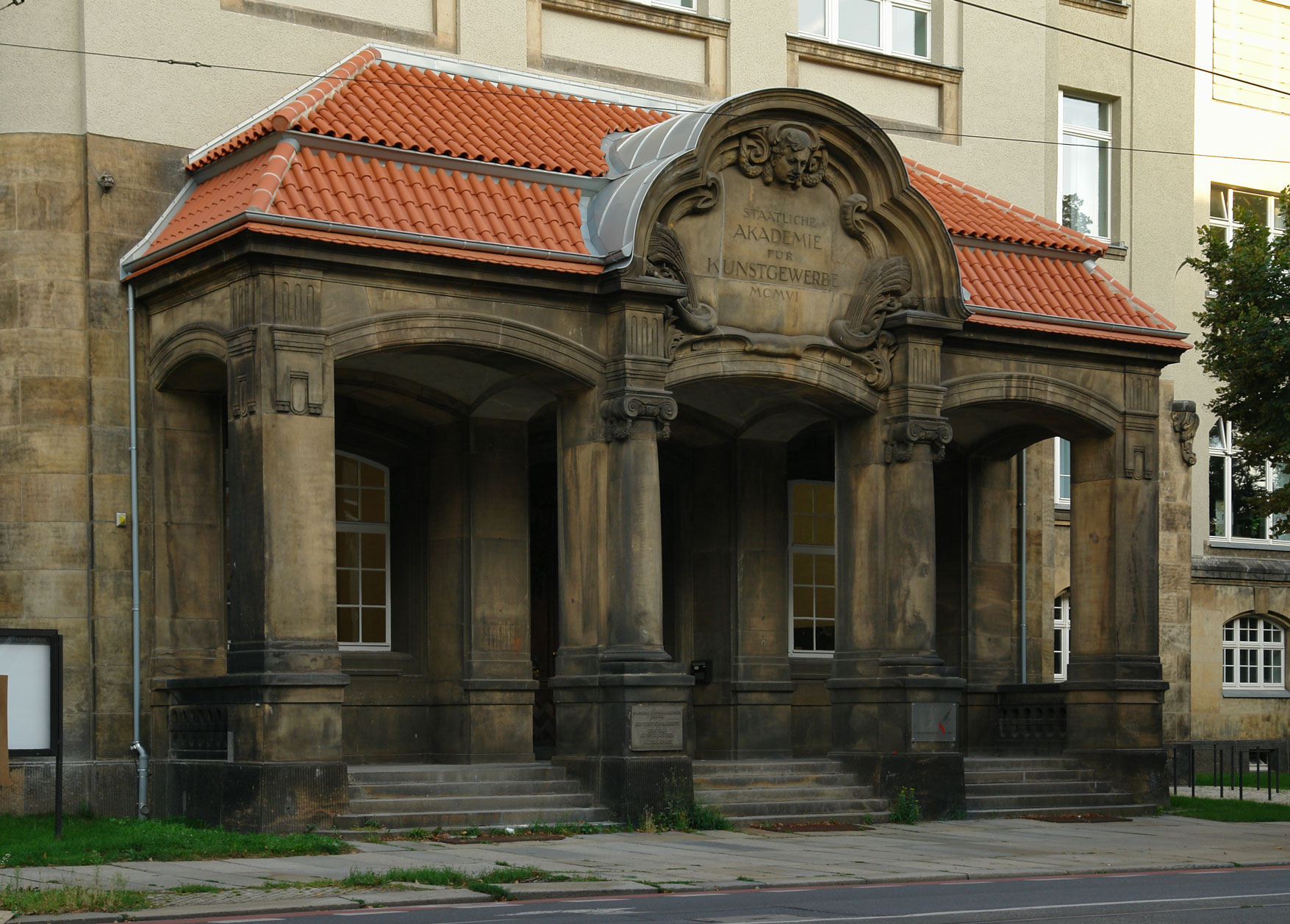
Kunstgewerbeschule an der Güntzstraße

Die Werkstätten und Ateliers der Studiengänge Restaurierung, Bühnen- und Kostümbild sowie Theaterdesign sind an der Güntzstraße 34 in der Johannstadt in den Gebäuden der ehemaligen Akademie für Kunstgewerbe angesiedelt. Zudem befindet sich hier das Labortheater.

### Pfotenhauerstraße
Die Hochschule verfügt in der Pfotenhauerstraße 81/83, ebenfalls in der Johannstadt, über eine Abteilung für Bildhauerei, deren Ateliers und Werkstätten 1910 auf einem großen Freigelände gebaut wurden.
Jedes Jahr Anfang Juli findet an den Standorten Brühlsche Terrasse und Pfotenhauerstraße die Diplom- und Jahresausstellung statt.

## Geschichte
1764 wurde die „Allgemeine Kunst-Akademie der Malerei, Bildhauer-Kunst, Kupferstecher- und Baukunst“ im Auftrag von Kurfürst Friedrich Christian gegründet. Untergebracht war sie von 1768 bis 1786 im Fürstenbergschen Haus. Ihr erster Leiter war der Franzose Charles Hutin. Nach Hutins Tod 1776 wurde Johann Eleazar Zeissig, genannt Schenau, gemeinsam mit Giovanni Battista Casanova alternierender Direktor der Akademie. Die Akademie war Nachfolgeeinrichtung der 1680 gestifteten ersten Zeichen- und Malerschule. Sie gehörte zu den ältesten Kunstakademien im deutschsprachigen Raum.

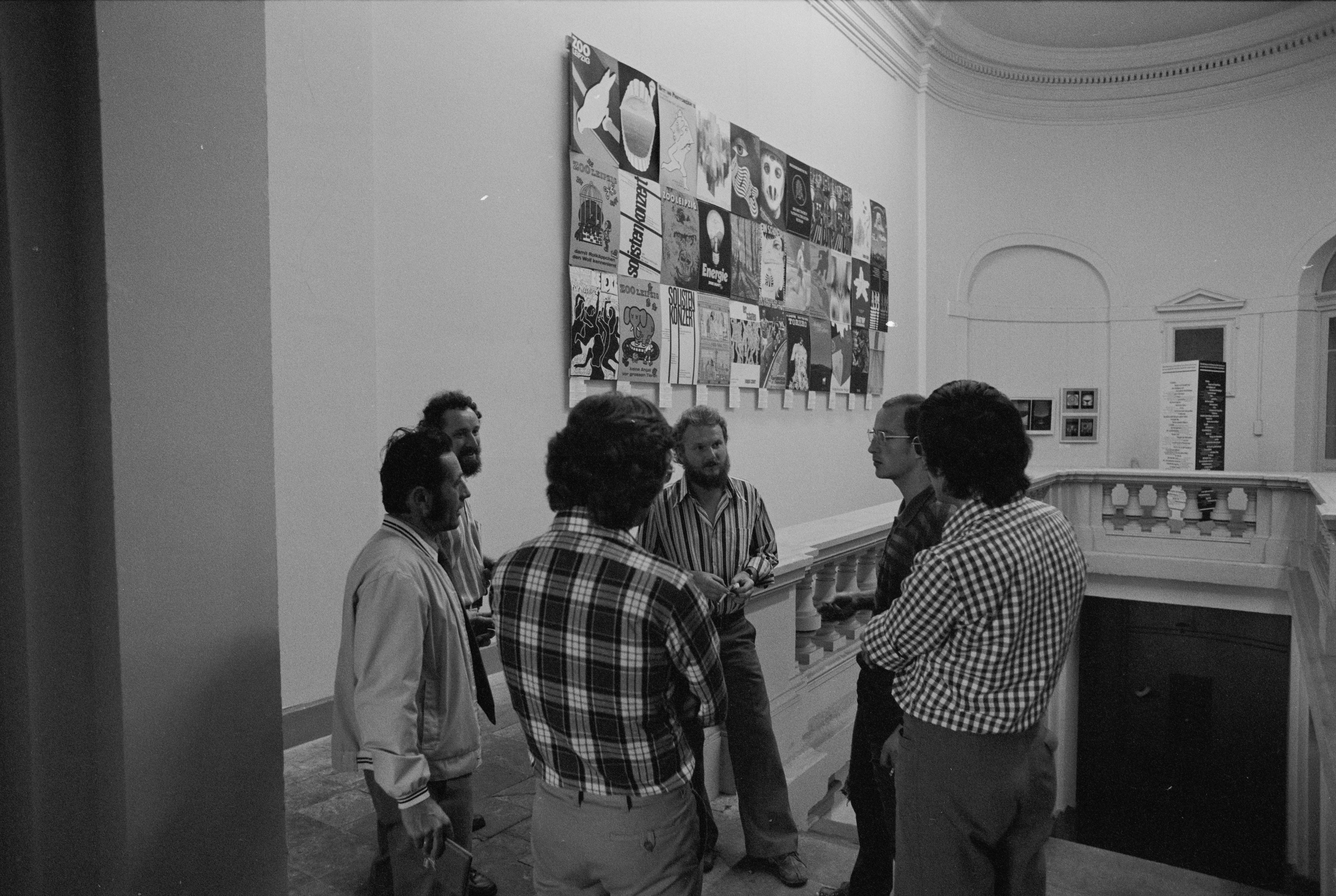
1975 in der HfBK

In der Polytechnischen Schule am Antonsplatz wurde 1875/76 die Königlich Sächsische Kunstgewerbeschule Dresden gegründet. Als eine ihrer Abteilungen entstand 1876 auch das Kunstgewerbemuseum. 1906/08 zog die Einrichtung in den für sie vorgesehenen Neubau um. 1914 wurde das Kunstgewerbemuseum selbständig, heute hat es seinen Sitz im Schloss Pillnitz. Aus der Kunstgewerbeschule ging die Staatliche Hochschule für Werkkunst hervor, die 1950 mit der Akademie der Bildenden Künste Dresden zur „Hochschule für Bildende Künste Dresden“ vereint wurde.
An der Hochschule gab es eine Abendschule und ab 1952 eine Arbeiter- und Bauernfakultät für bildende Kunst, deren Absolventen in vielen Fällen anschließend ein Kunststudium begannen.

## Charakteristik

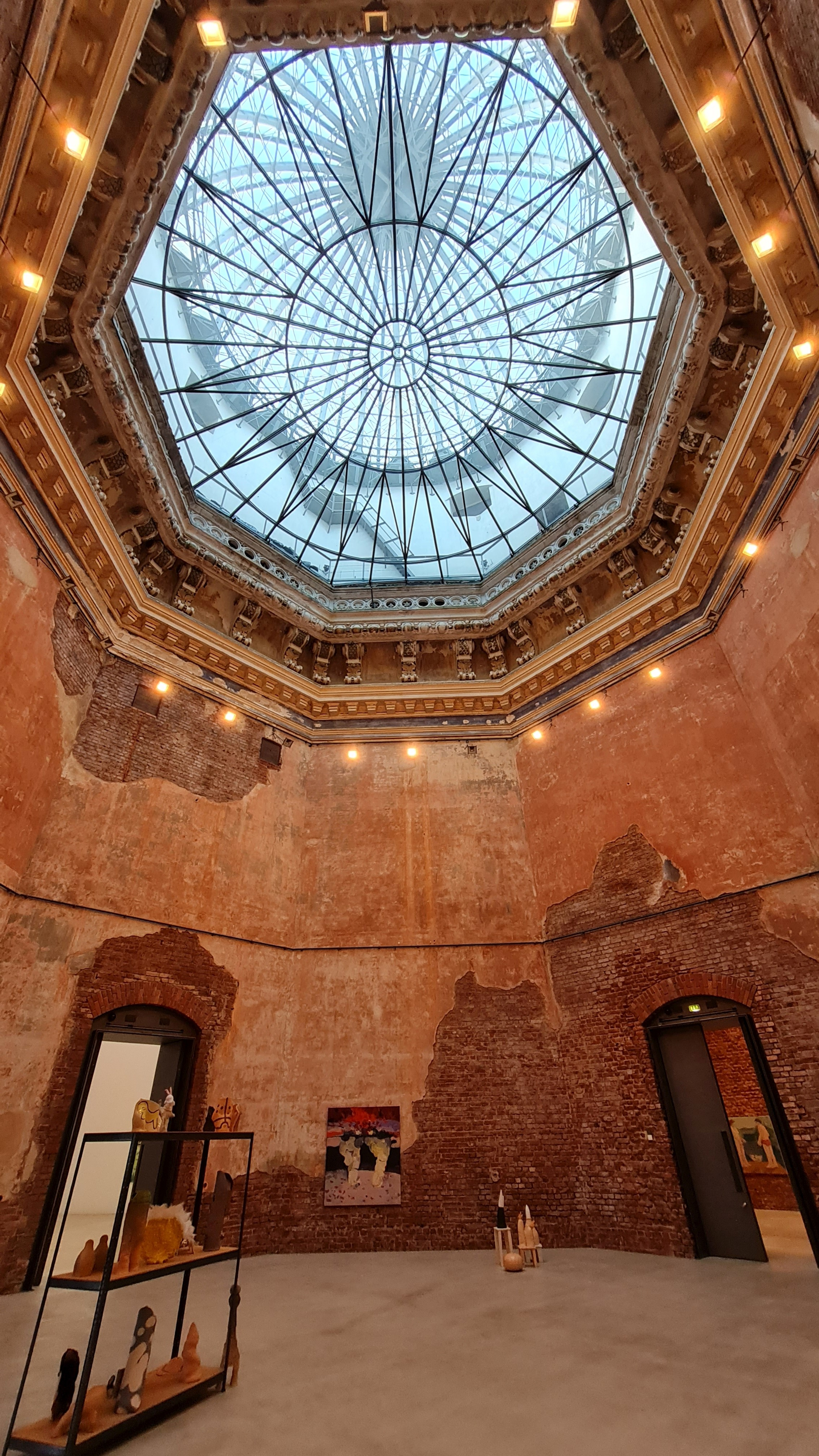
Ausstellungsraum im Oktogon

Heute gehört sie zu den Kunsthochschulen in Deutschland, die aufgrund ihres unverwechselbaren Profils und dank bester Rahmenbedingungen für ein Kunststudium besonders attraktiv sind. Den Studierenden stehen großzügige Ateliers und sehr gut ausgestattete Werkstätten zur Verfügung. Die Ausstellungsmöglichkeiten der Hochschule sind hervorragend: Mit dem Oktogon unter der das Stadtbild prägenden Glaskuppel (auch „Zitronenpresse“ genannt) und den beiden angrenzenden großen Ausstellungsräumen sowie der ehemaligen Bibliothek und der „Galerie Brühlsche Terrasse“ verfügt die Hochschule über großzügige Präsentationsflächen, die von allen Studiengängen und den Kooperationspartnern der Hochschule genutzt werden können.
Die Neuausrichtung der Hochschule, die 1990 begann, bot die Chance, eine Akademie mit langer, erfolgreicher Geschichte und ausgeprägten Traditionen innovativ und organisch weiterzuentwickeln. Namhafte internationale Künstler lehren und lehrten an der Hochschule. Die unterschiedlichen Angebote und künstlerischen Positionen im Studium der Malerei und Grafik sowie der Bildhauerei sind breit gefächert. Diese klassischen Eckpfeiler der künstlerischen Lehre finden an der Dresdener Hochschule Ergänzung, Diskurs und künstlerischen Austausch bei der Projektklasse „Neue Medien“ und einer Fachklasse für übergreifendes künstlerisches Arbeiten. Die Studienmöglichkeiten erlauben es, sich innerhalb und zwischen den einzelnen Fachklassen zu bewegen und die Studienangebote optimal für die eigenen Anliegen und Projekte zu nutzen.

## Studiengänge
Der Studiengang Bildende Kunst (Malerei, Freie Grafik, Bildhauerei, Neue Medien) umfasst 10 Semester und schließt mit dem Diplom ab.
Der Studiengang Kunsttechnologie, Konservierung und Restaurierung von Kunst- und Kulturgut zählt zu den ältesten und renommiertesten Ausbildungseinrichtungen auf universitärem Niveau in Deutschland. Die Studiengänge Bühnen- und Kostümbild und Theaterdesign bieten mit ihrer praxisnahen Verflechtung von entwerfenden und umsetzenden Disziplinen Möglichkeiten, wie sie andernorts kaum zu finden sind.
Mit dem im April 2000 fertiggestellten Labortheater in der Güntzstraße, einem gut ausgestatteten Probe- und Experimentierbühnenraum, hat die Hochschule für die Theaterstudiengänge zusätzlich neben den Ateliers optimale Arbeitsmöglichkeiten geschaffen.
Der seit 1996 neu etablierte postgraduale Studiengang Kunst-Therapie wird sonst nur noch an der Kunsthochschule Weißensee in Berlin angeboten. Künstlern und Kunstpädagogen werden nach einem Abschluss Qualifikationsperspektiven im künstlerisch-sozialen Bereich eröffnet.

## Aktuelle Künstlerprofessoren
Folgende Künstler lehren an dieser Hochschule:

### Bildende Kunst
- Nevin Aladağ, Skulptur in Bewegung
- Monika Brandmeier, Bildhauerei und architekturbezogene Medien
- Alicja Kwade, dreidimensionales Gestalten
- Christian Macketanz, Malerei
- Wilhelm Mundt, Bildhauerei
- Anne Neukamp, Malerei
- Carsten Nicolai, analoge und digitale Bildmedien
- Susan Philipsz, Skulptur und Raumkonzepte
- Christian Sery, interdisziplinäre und experimentelle Malerei
- Helen Verhoeven, Malerei
- Nicole Vögele, Bewegtbild
- Barbara Wille, Orientierungsphase Bildende Kunst
- Olav Westphalen, Zeichnung
- Manuel Kirsch, Orientierungsphase

### Restaurierung
Restaurierung wird unterrichtet von Markus Santner, Ursula Haller, Christoph Herm, Ivo Mohrmann und Andreas Schulze.

### Bühnen- und Kostümbild
Den Studiengang Bühnen- und Kostümbild betreuen die Professoren Barbara Ehnes und Kattrin Michel sowie die Juniorprofessorin Theda Nilsson-Eicke.

### Theaterdesign
Die Ausbildung im Bereich Theaterdesign tragen Geelke Gaycken, Ulrich Eißner, Maren Greinke, Anne Neuser und Alexander Gehs.

### Kunsttherapie
Der Aufbaustudiengang „KunstTherapie“ wird von Alexandra Hopf geleitet.

### Übergreifende theoretische und anwendungsorientierte Lehre
Übergreifende theoretische und anwendungsorientierte Lehre erteilen Olaf Lauströer, Stefanie Wenner, Angela Matyssek, Kristin Marek und Samo Tomšič.

## Direktoren und Rektoren
- 1764–1780: Gründungsrektor Christian Ludwig von Hagedorn, Generaldirektorat
- 1762–1776: Charles Hutin
- 1776–1795: Giovanni Battista Casanova
- 1776–1801: Schenau
- 1780–1814: Camillo Marcolini Generaldirektorat
- 1810–1814: Friedrich Matthäi
- 1814–1815: Selbstverwaltung durch den Senat, Johann Gottlieb Seyfert (1761–1824) war Secretaire der Kunstacademie
- 1815–1837: Carl Wilhelm Graf Vitzthum von Eckstädt, Generaldirektorat
- 1825–1842: Ferdinand Hartmann
- 1915–1919: Otto Gussmann
- 1927–1928: Max Feldbauer
- 1928–1929: Richard Dreher
- 1929–1931: Karl Albiker
- 1931–1932: Wilhelm Kreis
- 1932–1933: Georg Lührig
- 1933–1935: Richard Müller
- 1935–1938: Ferdinand Dorsch
- 1939–1941: Wilhelm Kreis
- 1941–1942: Paul Fliether
- 1942–1945: Willy Waldapfel
- 1945–1947: Reinhold Langner
- 1947–1948: Hans Grundig
- 1948–1950: Mart Stam
- 1950–1953: Fritz Dähn
- 1953–1959: Rudolf Bergander
- 1959–1964: Paul Michaelis
- 1964–1965: Rudolf Bergander
- 1965–1970: Gerhard Bondzin
- 1970–1974: Gerhard Kettner
- 1975–1979: Fritz Eisel
- 1979–1981: Gerhard Kettner
- 1982–1988: Ingo Sandner
- 1989–1990: Johannes Heisig
- 1991:00000 Wolfgang Rother
- 1991–1992: Diether Schmidt
- 1992–1993: Horst Schuster
- 1993–1996: Horst Hirsig
- 1996–2005: Ulrich Schießl
- 2005–2012: Christian Sery
- 2012–2022 Matthias Flügge
- seit 2022 Oliver Kossack

## Ehemalige Künstlerprofessoren
Zahlreiche bekannte Künstlerprofessoren wie Canaletto, Giovanni Casanova, Caspar David Friedrich, Gottfried Semper und Eugen Bracht verliehen der Akademie ein internationales Ansehen. Oskar Kokoschka und Otto Dix haben mit ihrer Lehrtätigkeit in Dresden eine lange wirkende Malertradition begründet.
- Hans Peter Adamski
- Karl Albiker
- Walter Arnold
- Gottfried Bammes
- Carl Bantzer
- Eduard Bendemann
- Rudolf Bergander
- Peter Bömmels
- Emil Paul Börner
- Eberhard Bosslet
- Canaletto
- Julius Schnorr von Carolsfeld
- Giovanni Casanova
- Johan Christian Clausen Dahl
- Lutz Dammbeck
- Jutta Damme
- Hermann Dittrich
- Otto Dix
- Ferdinand Dorsch
- Richard Dreher
- Fritz Eisel
- Karl Gottfried Traugott Faber
- Carl Christian Fechhelm
- Max Feldbauer
- Max Frey
- Caspar David Friedrich
- Anton Graff
- Josef Maria Grassi
- Ulrike Grossarth
- Lea Grundig
- Christian August Günther
- Richard Guhr
- Otto Gussmann
- Karl Hanusch
- Ferdinand Hartmann
- Johannes Heisig
- Alfred Hesse
- Otto Hettner
- Horst Hirsig
- Eugen Hoffmann
- Ludwig von Hofmann
- Martin Honert
- Elke Hopfe
- Günter Horlbeck
- Charles Hutin
- Johann Gottfried Jentzsch
- Ralf Kerbach
- Gerhard Kettner
- Erich Kleinhempel
- Siegfried Klotz
- Oskar Kokoschka
- Wilhelm Kreis
- Gerhard von Kügelgen
- Gotthardt Kuehl
- Herbert Kunze
- Constantin Lipsius
- Georg Lührig
- Johann Friedrich Matthäi
- Ismael Mengs, Honorarprofessor
- Richard Müller
- Hermann Nicolai
- Adam Friedrich Oeser
- Ferdinand Pauwels
- Carl Gottlieb Peschel
- Traugott Leberecht Pochmann
- Detlef Reinemer
- Moritz Retzsch
- Ludwig Richter
- Wilhelm Rudolph
- Ursula Sax
- Hans Schadow
- Johannes Schilling
- Osmar Schindler
- Julius Scholtz
- Klaus Schwabe
- Max Schwimmer
- Jakob Crescenz Seydelmann
- Gottfried Semper
- Louis de Silvestre
- Robert Sterl
- Heinrich Tessenow
- Joseph Thürmer
- Max Uhlig
- Philipp Veith
- Christian Leberecht Vogel
- Carl Christian Vogel von Vogelstein
- Paul Wallot
- Wilhelm Walther
- Claus Weidensdorfer
- Carl Emanuel Wolff
- Georg Wrba
- Johann Eleazar Zeissig
- Oskar Zwintscher

Zu den ehemaligen Kunstprofessoren gehört auch Hans Grundig. Er war der erste Rektor der am 17. April 1947 wiedereröffneten Dresdener Akademie der Bildenden Künste und Professor einer ihrer Malklassen.

## Bekannte ehemalige Studentinnen und Studenten
- Anton Raphael Mengs (1728–1779), Maler
- Johann Heinrich Merck (1741–1791), Naturforscher, Essayist
- Johann Friedrich Alexander Thiele (1747–1803), Landschaftsmaler und Radierer
- Heinrich Pfenninger (1749–1815), Zeichner, Kupferstecher und Porträtmaler
- Karl Christian Kehrer (1755–1833), Maler
- Gerdt Hardorff (1769–1864), Maler und Grafiker
- Gottlob Friedrich Thormeyer (1775–1842), Architekt
- Philipp Otto Runge (1777–1810), Maler der Frühromantik
- Christian Gottlob Hammer (1779–1864), Landschaftsmaler und Kupferstecher
- Franz Gareis (1775–1803), Zeichner und Porträtist
- Rudolph Suhrlandt (1781–1862), Porträtmaler und Lithograph
- Johann Gottfried Abraham Frenzel (1782–1855), Landschaftsmaler, Kupferstecher
- Alexander Iwanowitsch Sauerweid (1783–1844), Schlachten- und Pferdemaler, Radierer
- Georg Friedrich Kersting (1785–1847), Landschafts- und Historienmaler
- Carl Eggers (1787–1863), Maler
- Johannes Veit (1790–1854), Historienmaler
- Philipp Veit (1793–1877), Maler
- Johann August Heinrich (1794–1822), Maler
- Anton Josef Dräger (1794–1833), Maler
- Joseph Edward von Gillern (1794–1845), Maler und Porträtist
- Constantin Schroeter (1795–1835), Genre- und Porträtmaler
- Wilhelm Gotthelf Lohrmann (1796–1840), Geodät und Astronom
- Carl Georg Schumacher (1797–1869), Maler, Radierer und Lithograph
- Ernst Ferdinand Oehme (1797–1855), Maler
- André Friedrich (1798–1877), Zeichner, Bildhauer und Lithograph
- Harro Harring (1798–1870), Schlachtenmaler, politischer Dichter
- August Kopisch (1799–1853), Historienmaler und Schriftsteller
- Carl Wilhelm Götzloff (1799–1866), Maler
- Wilhelm von Kügelgen (1802–1867), Porträt- und Historienmaler, Schriftsteller
- Ernst Helbig (1802–1866), Maler
- Carl Heinrich Hermann (1802–1880), Freskenmaler und Zeichner
- Ludwig Richter (1803–1884), Maler und Zeichner der Romantik
- Ernst Rietschel (1804–1861), Bildhauer
- Christian Friedrich Gille (1805–1899), Maler, Lithograph
- Carl Christian Sparmann (1805–1864), Landschaftsmaler
- Friedrich Wasmann (1805–1886), Maler des Biedermeier
- Julius von Leypold (1806–1874), Maler
- Louis Ferdinand von Rayski (1806–1890), Grafiker und Porträtmaler
- Theobald von Oer (1807–1885), Maler
- Christian Gottlieb Ziller (1807–1873), Baumeister
- Woldemar Hermann (1807–1878), Maler und Architekt
- Ernst Resch (1807–1864), Porträt- und Landschaftsmaler, Maler des Biedermeier
- Gottfried Pulian (1809–1875), Landschafts- und Architekturmaler
- Georg Heinrich Busse (1810–1868), Zeichner, Maler und Kupferstecher
- Johann Friedrich Wilhelm Wegener (1812–1879), Tier- und Landschaftsmaler
- Albert Emil Kirchner (1813–1885), Maler
- Franz Wilhelm Schiertz (1813–1887), Maler und Architekt
- Alexander Herrmann (1814–1845), Architektur- und Landschaftsmaler
- Wilhelm Witthöft (1816–1874), Zeichner, Radierer, Kupfer- und Stahlstecher.
- Guido Hammer (1821–1898), Maler und Zeichner
- Gustav Adolph Kietz (1824–1908), Bildhauer
- Hermann Karl Kersting (1825–1850), Historien- und Landschaftsmaler
- Wilhelm Heine (1827–1885), Maler, Schriftsteller und Reisender
- Robert Henze (1827–1906), Bildhauer
- Eduard Leonhardi (1828–1905), Landschaftsmaler
- Oscar Begas (1828–1883), Porträt- und Historienmaler
- Theodor Grosse (1829–1891), Maler
- Oscar Pletsch (1830–1888), Maler und Zeichner
- Fedor Flinzer (1832–1911), Autor, Pädagoge, Illustrator
- Rudolf Heyn (1835–1916), Architekt und Hochschullehrer
- Alexander Flamant (1836–1897), Landschafts- und Bildnismaler
- Theodor Heinrich Bäumer (1836–1898), Bildhauer
- Ferdinand Hartzer (1838–1906), Bildhauer
- Leon Pohle (1841–1908), Maler
- Alfred Moritz Hauschild (1841–1929), Architekt
- Hermann August Richter (1842–1911), Architekt
- Hugo Oehmichen (1843–1932), Maler
- Oskar Rassau (1843–1912), Bildhauer
- Johannes Benk (1844–1914), Bildhauer
- Carl Schlüter (1846–1884), Bildhauer
- Hermann Viehweger (1846–1922), Architekt
- Fritz von Uhde (1848–1911), Kavallerieoffizier und Maler
- Max Bösenberg (1847–1918), Architekt
- Bruno Piglhein (1848–1894), Bildhauer und Maler
- Joseph Kaffsack (1850–1890), Bildhauer
- Gotthardt Kuehl (1850–1915), Maler
- Artur Volkmann (1851–1941), Bildhauer
- Christian Behrens (1852–1905), Bildhauer
- August Frind (1852–1924), Maler
- Carl Röder (1854–1922), Bildhauer und Lithograf
- Hermann Vogel (1854–1921), Maler und Illustrator
- Theodor Rocholl (1854–1933), Maler, Graphiker und Schriftsteller
- Cuno von Uechtritz-Steinkirch (1856–1908), Bildhauer
- Arthur Feudel (1857–1929), Porträt- und Landschaftsmaler
- Max Georg Poscharsky (1859–1899), Architekt
- Karl Emil Scherz (1860–1945), Architekt
- Ludwig von Hofmann (1861–1945), Maler, Grafiker und Gestalter
- Charles Johann Palmié (1863–1911), Landschafts- und Stilllebenmaler
- Georg Gröne (1864–1935), Bildhauer
- Selmar Werner (1864–1953), Bildhauer und Grafiker
- Karl Josef Müller (1865–1942), Maler
- Max Pietschmann (1865–1952), Maler
- Adolf Rehm (1867–1952), Bildhauer
- Johannes Hartmann (1869–1952), Bildhauer
- Hans Unger (1872–1936), Maler
- Johann Vincenz Cissarz (1873–1942), Maler und Innenarchitekt
- Otto Mueller (1874–1930), Maler und Lithograph
- Max Helas (1875–1949), Kunstmaler und Restaurator
- Hermann Hosaeus (1875–1958), Bildhauer und Medailleur
- Otto Pilz (1876–1934), Tierbildhauer
- Paul Polte (1877–1952), Bildhauer und Restaurator
- Alfred Liebig (1878–1952), Architekt
- Siegfried Mackowsky (1878–1941), Maler
- Jakob Weinheimer (1878–1962), Maler, Radierer und Designer
- Otto Westphal (1878–1975), Maler
- Hans Nadler (1879–1958), Maler und Denkmalpfleger
- J. Arthur Bohlig (1879–1975), Architekt
- Ernst Berger (1882–1970), Kunstmaler
- Georg Gelbke (1882–1947), Maler und Grafiker
- Hans Richter (1882–1971), Architekt
- Fritz Baumgarten (1883–1966), Kinderbuchillustrator
- Josef Hegenbarth (1884–1962), Maler, Graphiker und Illustrator
- Rudolf Scheffler (1884–1973), Maler und Grafiker
- Elisabeth Ahnert (1885–1966), Künstlerin
- Bruno Gimpel (1886–1943), expressionistischer Maler und Grafiker
- Paul Wilhelm (1886–1965), Maler und Graphiker
- Kurt Schwitters (1887–1948), Maler und Graphiker
- Emil Paul Börner (1888–1970), Maler, Bildhauer und Medailleur
- Peter August Böckstiegel (1889–1951), Maler
- Walter Bud (1890–1915), Maler und Grafiker
- Cornelia Gurlitt (1890–1919), Malerin
- Albert Johannsen (1890–1975), Maler
- Lasar Segall (1891–1957), Maler
- Otto Dix (1891–1969), Maler und Grafiker
- Edmund Kesting (1892–1970), Maler, Grafiker, Fotograf und Kunstpädagoge
- Pol Cassel (1892–1945), Maler und Grafiker
- Paul Koralus (1892–1991), Maler und Bildhauer
- Walter Hege (1893–1955), Fotograf, Kameramann, Maler und Regisseur
- George Grosz (1893–1959), Zeichner und Maler
- Curt Großpietsch (1893–1980), Maler und Grafiker
- Otto Griebel (1895–1972), Glasmaler
- Erich Dieckmann (1896–1944), Tischler, Möbeldesigner und Hochschullehrer am Bauhaus
- Karel Niestrath (1896–1971), Bildhauer
- Walter Timmling (1897–1948), Maler und Kunsthistoriker
- Kurt Wehlte (1897–1973), Maler, Maltechniker und Restaurator
- Conrad Felixmüller (1897–1977), Maler
- Martin Irwahn (1898–1981), Maler und Bildhauer
- Elfriede Lohse-Wächtler (1899–1940), Malerin und Grafikerin
- Wilhelm Lachnit (1899–1962), Maler
- Erwin Bowien (1899–1972), Autor und Maler[5]
- Siegfried Donndorf (1900–1957), Maler
- Richard Süßmuth (1900–1974), deutscher Glaskünstler und Glashersteller
- Friedrich Karl Gotsch (1900–1984), Maler und Grafiker
- Irena Rüther-Rabinowicz (1900–1979), Malerin (erste Studentin an der Akademie)
- Herbert Ebersbach (1902–1984), Maler
- Woldemar Winkler (1902–2004), Maler, Zeichner und Bildhauer
- Herbert Terpitz (1903–1967), Architekt
- Alfred Teichmann (1903–1980), Landschaftsmaler
- Heinrich Burkhardt (1904–1985), Maler
- Willy Wolff (1905–1985), Maler, Bildhauer und Graphiker
- Hans Körnig (1905–1989), Maler und Grafiker
- Richard Sander (1906–1987), Maler, textiler Bild-Weber
- Herbert Volwahsen (1906–1988), Bildhauer
- Oskar Fritz Beier (1908–1972), Glasmaler
- Horst Naumann (1908–1990), Maler und Grafiker
- Günter Schmitz (1909–2002), Maler und Grafiker
- Erika Streit (1910–2011), Malerin, Grafikerin und Zeichnerin
- Gunter Böhmer (1911–1986), Maler, Zeichner und Buchillustrator
- Max Hermann Mahlmann (1912–2000), Maler, Bühnenmaler und Gebrauchsgrafiker
- Heinz Löffler (1913–2008), Maler und Grafiker
- Karl Otto Götz (1914–2017), Maler, Grafiker, Fotograf und Bildhauer
- Gerhard Präckelt (1918–1969), Architekt, Dozenmt, Direktor
- Hildegard Jahn-Wiegel (1922–2009), Bildhauerin
- Erich Hering (1923–1978), Maler und Grafiker
- Gottfried Gruner (1923–2011), Bildhauer und Wasserkinetiker
- Inge Thiess-Böttner (1924–2001), Malerin und Grafikerin
- Hans Brockhage (1925–2009), Bildhauer
- Gotthard Graubner (1930–2013), Maler
- Dieter Dressler (1932–2011), Maler und Grafiker
- Gerhard Richter (* 1932), Maler
- Vinzenz Wanitschke (1932–2012), Bildhauer
- Manfred Böttcher (1933–2001), Maler und Grafiker
- Egon Pukall (1934–1989), Maler und Grafiker
- Johannes Müller (1935–2012), Maler
- Emil Spiess (1938–2009), Maler
- Ljuben Stoev (1939–2016), Maler und Grafiker
- Gisela Peschke (1942–1993), Malerin und Grafikerin
- Erika John, (1943–2007/2008), Malerin, Grafikerin und Bildhauerin
- Michael Hofmann (* 1944), Maler, Holzschneider
- Joachim Böttcher (1946–2022), Maler, Bildhauer
- Sigrid Noack (* 1947), Malerin und Grafikerin
- Sándor Dóró (* 1950), Maler, Grafiker und Performancekünstler
- Cornelia Schleime (* 1953), Malerin und Filmemacherin
- Emmanuel Paul Guiragossian (* 1954), Maler
- Ulla Walter (* 1955), Malerin, Grafikerin, Bildhauerin
- Dorit Bearach (* 1958), Malerin, Grafikerin
- Holger John (* 1960), Maler, Grafiker, Zeichner
- Thomas Reichstein (* 1960), Bildhauer
- Anita Voigt (* 1961), Malerin und Grafikerin
- Michael Schwill (* 1962), Maler
- H. G. Griese (* 1964), Maler
- Frank Nitsche (* 1964), Maler
- Eberhard Havekost (1967–2019), Maler
- Martin Eder (* 1968), Maler und Fotograf
- Matthias Kanter (* 1968), Maler
- Sala Lieber (* 1980), Malerin

## Erwähnenswertes
Der ehemalige Schüler Wilhelm von Kügelgen schildert auszugsweise in seinen berühmten Jugenderinnerungen eines alten Mannes, die in millionenfacher Auflage erschienen sind, den Unterricht und das Leben an der Kunstakademie, an der auch sein Vater, Gerhard von Kügelgen, als Professor unterrichtete. Das erstmals 1870 von Philipp von Nathusius herausgegebene Buch gehörte zu den meistgelesenen seiner Zeit.